# Gemma Steel
Gemma Steel (née le 12 novembre 1985 à Leicester) est une athlète britannique, spécialiste des courses de fond. 

## Biographie

### Palmarès
| Date | Compétition                            | Lieu      | Résultat | Épreuve     | Performance |
| ---- | -------------------------------------- | --------- | -------- | ----------- | ----------- |
| 2010 | Championnats d'Europe de cross-country | Albufeira | 2e       | Par équipes | 42 pts      |
| 2011 | Championnats d'Europe de cross-country | Velenje   | 3e       | Individuel  | 26 min 4 s  |
| 2011 | Championnats d'Europe de cross-country | Velenje   | 1re      | Par équipes | 42 pts      |
| 2013 | Championnats d'Europe de cross-country | Belgrade  | 2e       | Individuel  | 23 min 39 s |
| 2013 | Championnats d'Europe de cross-country | Belgrade  | 1re      | Par équipes | 35 pts      |
| 2014 | Championnats d'Europe de cross-country | Samokov   | 1re      | Individuel  | 28 min 27 s |
| 2014 | Championnats d'Europe de cross-country | Samokov   | 1re      | Par équipes | 21 pts      |
| 2015 | Championnats d'Europe de cross-country | Hyères    | 8e       | Individuel  | 26 min 25 s |

### Records
| Épreuve               | Performance    | Lieu     | Date         |
| --------------------- | -------------- | -------- | ------------ |
| 5 000 mètres          | 17 min 47 s 21 | Watford  | 11 juin 2011 |
| 10 000 mètres (piste) | 32 min 34 s 81 | ?        | 2012         |
| 10 kilomètres (route) | 31 min 26 s 5  | Portland | 2 août 2014  |
| Semi-marathon         | 1 h 8 min 13 s | Londres  | 7 août 2014  |